# Hobrogade
Hobrogade er en gade beliggende på Østerbro i København. Gaden løber mellem Nordre Frihavnsgade og Kalkbrænderivej og er en del af et område, hvor mange gader er navngivet efter danske provinsbyer.

## Baggrund og navngivning
Gaden er opkaldt efter den nordjyske by Hobro og følger den navnetradition, som præger store dele af Østerbro, hvor gaderne bærer navne fra byer og egne i Danmark. Hobrogade blev anlagt omkring 1890.